# Gulflikig bulbyl
Gulflikig bulbyl (Microtarsus urostictus) är en fågel i familjen bulbyler inom ordningen tättingar.

## Utseende och läte
Gulflikig bulbyl är en medelstor fågel med mörkbrun ovansida, varmare brunt på bröst och kroppssidor, vitt mitt på buken, liksom under stjärtroten och vita spetsar på undersidan av stjärten. Huvudet är gråbrunt med en liten tofs. Runt ögat syns en tydlig gul ögonring som gett arten dess namn. Arten är rätt lik både zamboangabulbylen och filippinbulbylen, men skiljer sig genom huvudtofsen och ögonringen. Sången besåter av en kort visslad melodi som ofta avslutas ljust.

## Utbredning och systematik
Gulflikig bulbyl förekommer i Filippinerna och delas in i fem underarter med följande utbredning:
- ilokensis – norra Luzon
- urostictus – Luzon och Polillo), tidigare Catanduanes
- atricaudatus – Bohol, Samar, Panaon, Biliran och Leyte
- philippensis – Dinagat, Siargao och Mindanao
- basilanicus – Basilan och Zamboangahalvön på Mindanao

### Släktestillhörighet
Arten placerades tidigare i släktet Pycnonotus. DNA-studier visar att Pycnonotus dock är parafyletiskt visavi Spizixos. Gulflikig bulbyl har därför lyfts ut ur Pycnonotus, till Microtarsus.

## Status och hot
Arten har ett stort utbredningsområde, men tros minska i antal, dock inte tillräckligt kraftigt för att den ska betraktas som hotad. Internationella naturvårdsunionen IUCN listar arten som livskraftig (LC).